# 15318 Innsbruck
15318 Innsbruck (1993 KX1) là một tiểu hành tinh vành đai chính được phát hiện ngày 24 tháng 5 năm 1993 bởi C. S. Shoemaker ở Đài thiên văn Palomar.